# Sofia Lundgren (fotbollsspelare)
Sofia Viktoria Katarina Lundgren, född 20 september 1982, är en svensk före detta fotbollsmålvakt. 
Lundgrens moderklubb är Ersmarks IK. Hon har tidigare spelat i Umeå IK och AIK innan hon gick till Linköpings FC hösten 2008. Lundgren blev utsedd till Årets målvakt i Sverige 2010.
Efter att varit borta från fotbollen i 1,5 år på grund av ett diskbråck, valde Lundgren i januari 2015 att skriva på för nyuppflyttade Hammarby IF. I mars 2016 värvades hon av FC Rosengård. I januari 2017 meddelade Lundgren att hon avslutade sin fotbollskarriär.
Hon landslagsdebuterade den 5 mars 2002 i en 6–3-bortavinst över England.